# Chata Sabały
Chata Sabały (też: Chałupa Sabały), popularnie zwana Sabałówką – dom rodzinny polskiego górala, muzykanta i gawędziarza Jana Krzeptowskiego Sabały, znajdujący się w Zakopanem, przy ul. Stare Krzeptówki 17, na Krzeptówkach.
Obiekt wpisany został do rejestru zabytków nieruchomych województwa małopolskiego. Jest elementem małopolskiego szlaku architektury drewnianej.
Jest najstarszym przykładem budownictwa góralskiego na Podhalu (XVIII/XIX wiek), został wybudowany przez ojca Sabały w stylu śląsko-spiskim (sień, izba czarna, izba białą). W latach 1979–1984 mieściła się tu ekspozycja etnograficzna Muzeum Tatrzańskiego. Obecnie zachowany jako obiekt prywatny dostępny dla zwiedzających, prezentuje dawny wystrój wnętrz tego obszaru.